# Hemieuxoa schaeferi
Hemieuxoa schaeferi är en fjärilsart som beskrevs av Márton Hreblay och Ronkay. Hemieuxoa schaeferi ingår i släktet Hemieuxoa och familjen nattflyn. Inga underarter finns listade i Catalogue of Life.